# Fontinalis allenii
Fontinalis allenii är en bladmossart som beskrevs av Cardot in Nichols 1913. Fontinalis allenii ingår i släktet näckmossor, och familjen Fontinalaceae. Inga underarter finns listade i Catalogue of Life.